# پایگاه داده اورکل

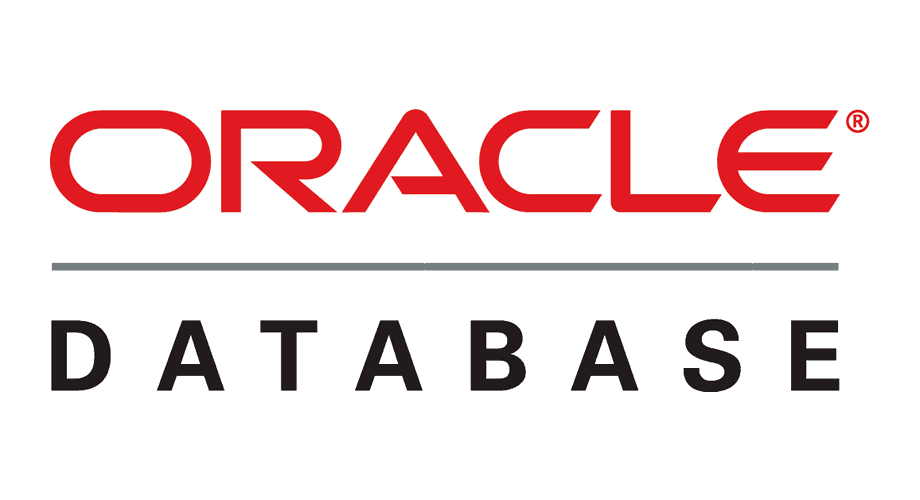
نشان واره پایگاه داده اورکل

پایگاه دادهٔ اورَکِل یا دادگان اورکل (به انگلیسی: Oracle Database) در صنعت کامپیوتر به مجموعه‌ای از اطلاعات گفته می‌شود که توسط «سامانه مدیریت پایگاه داده‌های اوراکل» اداره می‌شوند. این محصول توسط شرکت اورکل تولید شده‌است. معماری اصلی نرم‌افزار اورکل در ویرایش‌های ۵ و ۸ تغییرات عمده‌ای داشت.
اورکل پایگاه دادهٔ توزیع شده‌ای است که با سیستم‌عامل‌های متفاوتی می‌تواند کار کند.

## تاریخچه
- ۱۹۷۷: لری الیسون و همکارانش آزمایشگاه‌های توسعه نرم‌افزار را بنا نهادند.
- ۱۹۷۹: نام شرکت به «ریلیشنال سافت ویر» (به انگلیسی: Relational Software, Inc.) تغییر یافت و اولین نسخه نرم‌افزار به عنوان اورکل نسخه ۲ را معرفی نمودند. این نسخه یکی از اولین نرم‌افزارهای پایگاه داده‌های رابطه‌ای تجاری بود.
- ۱۹۸۲: شرکت به نام «اورکل» تغییر نام داد تا بیشتر با محصول تولیدی‌شان هماهنگی داشته باشد.
- ۱۹۸۳: شرکت نرم‌افزار اورکل نسخه ۳ را تولید نمود، که با زبان برنامه‌نویسی سی دوباره‌نویسی شده بود و از توابع COMMIT و ROLLBACK برای تراکنش‌ها استفاده می‌نمود.[۱]